# Gliossisoma

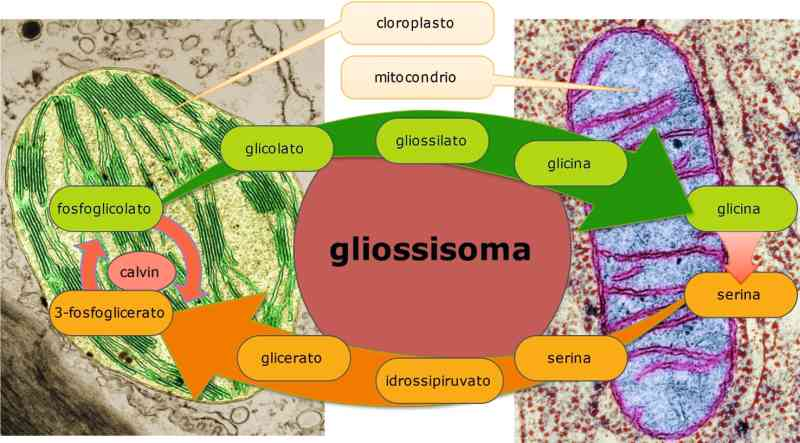
Il ciclo del gliossilato avviene attraverso i gliossisomi.

Il gliossisoma è un organello cellulare presente nei tessuti vegetali e in alcuni funghi filamentosi. Il gliossisoma è un tipo di perossisoma.
Sono avvolti da una singola membrana  e presentano una matrice granulare. 
In particolare si trova nei tessuti di riserva nei semi oleaginosi.
Come in tutti i perossisomi, nei gliossisomi gli acidi grassi sono ossidati ad acetil-CoA dagli enzimi perossisomiali β-ossidanti. Pertanto, i gliossisomi contengono enzimi che avviano la degradazione degli acidi grassi e inoltre possiedono gli enzimi per produrre prodotti intermedi per la sintesi degli zuccheri mediante la gluconeogenesi. La piantina utilizza questi zuccheri sintetizzati a partire dai grassi fino a quando non è abbastanza matura da produrli mediante la fotosintesi.
Nei gliossisomi avviene il ciclo del gliossilato che consente la trasformazione dei lipidi immagazzinati in saccarosio per nutrire l'embrione durante la germinazione dei semi. I gliossisomi nei vegetali partecipano anche alla fotorespirazione e al metabolismo dell'azoto nei noduli radicali.